# Donald Greig
Donald McNeil Greig (31 de enero de 1897 – 15 de septiembre de 1959) fue un jugador de tenis británico.
Nacido en Battersea, Greig fue un jugador representante de Inglaterra, más activo en el circuito en la década de 1920. Sus títulos en individuales incluyen los Campeonatos del Este de Inglaterra y los Campeonatos de Kent. Internacionalmente también tuvo éxitos, ganando el Campeonato Cubierto de Suecia (individuales) y el Campeonato de Alemania (dobles). Alcanzó la ronda de 16 en individuales en el Campeonato de Wimbledon en cuatro ocasiones. En 1927, tuvo que retirarse lesionado durante su partido de la ronda de 16 contra Jan Koželuh, pero junto a Phoebe Watson llegó a las semifinales de dobles mixtos. 
Greig es considerado un pionero en la entrega por aire de periódicos en Gran Bretaña y Europa continental.